# ورام حليمي بالحنجرة
ورام حليمي بالحنجرة (بالإنجليزية: Laryngeal papillomatosis)‏ أو الوُرام الحليمي التنفسي المتكرر هو ورم حميد نادر ينشأ على هيئة حلمات في الحنجرة، ويسببه فيروس الورم الحليمي البشري. يؤدي الورم إلى ضيق القناة التنفسية؛ مما يؤدي بدوره إلى تغيرات في النطق وانسدادها في بعض الأحيان. يتم التشخيص المبدئي للورم عن طريق تنظير الحنجرة غير المباشر؛ إذ يظهر في صورة بروزات صغيرة، ويتم التأكد عن طريق أخذ عينة من الورم. تهدف الخطة العلاجية للورم إلى إزالته ومنع رجوعه. يتم العلاج جراحيًّا، وتتطلب بعض الحالات علاجًا إضافيًّا غير جراحي، وقد يُكرر العلاج في حالة رجوع المرض. تختلف الاستجابة للعلاج من مريض إلى آخر؛ إذ يتماثل بعض المرضى للشفاء، بينما يفشل العلاج في البعض الآخر. يصيب المرض 4,3 من كل 100000 طفل، و1.8 من كل 100000 شخص بالغ سنويًّا.

## الأعراض والعلامات
قد تظهر أعراض المرض على البالغين قبل أشهر من تشخيص المرض. قد يظهر المرض في صورة انسداد كامل للقناة التنفسية العلوية، وهو العَرض الأكثر خطورة والقاتل في بعض الأحيان. أما العَرض الأكثر شيوعًا فهو بحة الصوت، وهناك أعراض أخرى للمرض، مثل:
- تغيُّر الصوت.
- نوبات من الشرقة.
- شعور بجسم غريب في الحلق.
- كحة.
- ضيق تنفس.
- أزيز (طب) خلال الشهيق.
- صرير.

## الأسباب
ينتج الوُرام الحليمي الحنجري عن إصابة بفيروس الورم الحليمي البشري. في الغالب يكون الفيروس من النمط 6 و11، وقد ينتج أيضًا عن الأنماط 16 و18 و31 و33. أخطر هذه الأنماط هو 11؛ فقد يصيب أجزاء قاصية من القناة التنفسية
للوُرام الحليمي الحنجري نوعان رئيسيان؛ النوع اليافع الذي ينشأ في سن أقل من 20 عامًا. والنوع الآخر الذي يصيب البالغين الأكبر من 20 عامًا. ينتقل النوع اليافع عند احتكاك الجنين بجدار مهبل الأم المصابة أثناء الولادة، ومع هذا فإن احتمالية إصابة الطفل بالفيروس هي احتمالية ضئيلة (من 1 من كل 230 إلى 1 من كل 400 مولود) حتى وإن كانت الإصابة نشطة لدى الأم. تتأثر احتمالية إصابة المولود بعدة عوامل كالطفل الأول والولادة المهبلية وصغر سن الأم.
أما النوع الآخر اذي يصيب البالغين فلا توجد معلومات كافية عن كيفية انتقاله، لكن يرجح أن الجنس الفموي هو أحد أسبابه، ومع ذلك فمن غير المعروف إن كان سببًا مباشرًا للإصابة أم مجرد منشط لفيروس كامن انتقل أثناء الولادة.
ولم يتوصل الأطباء إلى السبب في نشأة الورام في بعض المصابين بفيروس الورام الحليمي البشري وعدم نشأته في البعض الآخر.

## التشخيص
يتم تشخيص الورام الحليمي الحنجري عن طريق التنظير غير المباشر للحنجرة أوتنظير القصبات. يظهر الوُرام على هيئة بروزات نادرًا ما توجد بشكل منفرد، تشبه القرنبيط وعادةً ما تظهر في الحنجرة على الأحبال الصوتية أو في بطين الحنجرة، ويمكن أن تنتشر في بقية أجزاء الحنجرة والقناة التنفسية الهضمية من الفم حتى القناة التنفسية السفلى، وهو أمر شائع في الأطفال.
يتم التأكد من الإصابة عن طريق أخذ عينة من الورم وفحصها مجهريًّا وإجراء اختبار فيروس الورم الحليمي البشري. يتم أخذ العينة تحت تخدير كلي عن طريق التنظير المباشر للحنجرة أو منظار الألياف العصبية.

## الوقاية
لا تتوفر معلومات كافية عن سبل الوقاية من مرض الورام الحليمي؛ فاحتمالية انتقال العدوى ضعيفة حتى من الأم للجنين. ولا ينبغي تعريض الأم والطفل لمخاطر الولادة القيصرية بهدف منع انتقال المرض أثناء الولادة الطبيعية؛ فقد ينتقل بالولادة القيصرية أيضًا.

## العلاج
يهدف علاج الورام الحليمي الحنجري إلى إزالة الورم والحد من رجوعه. وغالبًا يتلقى المريض علاجه عدة مرات لا سيما الأطفال؛ فاحتمالية رجوع المرض ترتفع وتزداد ضراوتها لدى النوع اليافع.

### الجراحة
تمثل الجراحة الخط العلاجي الأول للورام الحليمي الحنجري، لكنها لا تمنع رجوع المرض وقد تتسبب في مضاعفات خطيرة. في السبعينات تم استخدام ليزر ثاني أكسيد الكربون لإزالة الورام الحنجري، لكنها جراحة تحمل بعض المخاطر أيضًا، كالإصابة بحروق القناة التنفسية وتضيُّقها وتكوُّن ندوب خطيرة والناسور الرغامي المريئي.
قد تستدعي بعض الحالات الخطرة إجراء ثقب للقصبة الهوائية بسبب التضيق والندوب الناتجة عن الجراحات غير الناجحة. ويتم وضع أنبوب ليعمل كممر للهواء، وهو إجراء مؤقت في الغالب لكن بعض الحالات قد تعتمد عليها إلى أجل غير مسمى. كما أنه قد يسبب انتشار الوُرام إلى بقية أجزاء القناة التنفسية؛ لذا لا ينبغي اللجوء إليه إلا عند الضرورة.

### العلاج غير الجراحي
يحتاج 20% من المرضى إلى علاج طبي مساعد إلى جانب الجراحة كالإنترفيرون والعقاقير المضادة للفيروسات كالسيدوفوفير والريبافيرين والأسيكلوفير والعلاج الضوئي الإشعاعي.

## النتائج
يصعب توقع مآل الورام الحليمي الحنجري؛ إذ تختلف شدته من فرد إلى آخر. بينما يتعافى بعض المرضى كليَّا، يصبح مستديمًا لدى غالبيتهم، وقد يعاود الرجوع بعد العلاج.
تؤثر بعض العوامل على نتيجة العلاج، مثل: النمط الجيني لفيروس الورم الحليمي البشري وسن الإصابة بالمرض وطول الفترة ما بين تشخيص المرض وبداية علاجه والحالة الصحية للمريض. وعوامل أخرى تعد مثار جدل كالتدخين والارتجاع المعدي المريئي.
قد يصيب الورام أجزاء أخرى في القناة التنفسية خلاف الحنجرة كالرئة، وقد يسبب انسداد القناة التنفسية. وفي حالات نادرة جدًّا (2-3% من المصابين) يتحول إلى سرطان الخلايا الحرشفية.

## إحصائيات
متوسط سن تشخيص الإصابة بالورام الحليمي الحنجري اليافع هو 3.8، ويصيب الذكور والإناث بنسب متساوية. أما البالغون فيتراوح سن إصابتهم من العقد الثالث إلى العقد الرابع من العمر، بينما تندر الإصابة بعد سن الستين، ويصيب الذكور بنسب أكبر من الإناث.